# Plasselb
Plasselb (en patois Planasiva) es una comuna suiza del cantón de Friburgo, situada en el distrito de Sense. Limita al norte con la comuna de Rechthalten, al este con Plaffeien, al sur con Val-de-Charmey y La Roche, y al oeste con Le Mouret, Sankt Silvester y Giffers.